# Proces biznesowy
Proces biznesowy lub metoda biznesowa – seria powiązanych ze sobą działań lub zadań, które rozwiązują określony problem lub prowadzą do osiągnięcia określonego efektu. Proces biznesowy często jest opisywany schematem blokowym.
Typy procesów biznesowych
- Proces zarządczy, który kieruje działaniem systemu. Typowym przykładem może być proces zarządzania przedsiębiorstwem lub zarządzania strategicznego.
- Proces operacyjny, który stanowi istotę biznesu i jest pierwotnym źródłem wartości dodanej, np. zaopatrzenie, produkcja, marketing, sprzedaż.
- Proces pomocniczy, który wspiera procesy główne, np. księgowość, rekrutacja, wsparcie techniczne.

Proces biznesowy wynika z potrzeb klientów, a jego wynikiem jest zaspokojenie tych potrzeb. W organizacji zorientowanej procesowo powinny przełamywać bariery jednostek organizacyjnych i zapobiegać funkcjonalnym silosom.
Proces biznesowy można podzielić na podprocesy o własnych atrybutach, które dają wkład w rezultat procesu nadrzędnego.
Wymagane cechy procesu biznesowego
- Definiowalność: Proces musi mieć jasno zdefiniowane granice, wejście i wyjście.
- Porządek: Proces musi składać się z działań uporządkowanych według ich usytuowania w czasie i przestrzeni.
- Klient: Musi istnieć odbiorca rezultatów procesu.
- Zwiększanie wartości: Transformacja w trakcie procesu musi dawać odbiorcy dodatkową wartość.
- Osadzenie: Proces nie może egzystować samodzielnie – musi być wbudowany w strukturę organizacyjną.
- Wielofunkcyjność: Proces może, ale niekoniecznie musi, obejmować wiele funkcji.

Często właściciel procesu, tj. osoba odpowiedzialna za jego działanie i ciągłe ulepszanie jest też traktowany jako niezbędny czynnik.